# Joy (Lindberg)
Pour les articles homonymes, voir Joy.
Joy est une œuvre du compositeur finlandais Magnus Lindberg pour grand ensemble instrumental. C'est une commande de l'Ensemble intercontemporain et la Fondation Total pour la musique. La création a lieu le 9 décembre 1990 au Vieil opéra de Francfort par l'Ensemble intercontemporain sous la direction d'Arturo Tamayo.

## Description
La pièce est pour un grand ensemble instrumental comprenant:
- 2 flûtes
- hautbois
- 2 clarinettes, clarinette basse
- basson
- 2 cors
- trompette
- trombone
- tuba
- 2 percussions
- piano/célesta
- synthétiseur/échantillonneur
- 2 violons
- 2 altos
- 2 violoncelles
- contrebasse

Joy est une œuvre très consonante. C'est l'œuvre de Lindberg qui s'approche le plus d'un semblant de tonalité, bien que Joy ne soit pas tonale. Lindberg n'ira ensuite pas plus loin dans cette direction musicale, disant en plaisantant que « la prochaine étape aurait été Hollywood ».

## Discographie
- Enregistrement le 4 octobre 1993 par l'ensemble intercontemporain sous la direction de Peter Eötvös[1].